# Rentína
Rentína är en ort i Grekland.   Den ligger i prefekturen Nomós Kardhítsas och regionen Thessalien, i den centrala delen av landet, 190 km nordväst om huvudstaden Aten. Rentína ligger 897 meter över havet och antalet invånare är 828.
Terrängen runt Rentína är lite bergig. Runt Rentína är det glesbefolkat, med 20 invånare per kvadratkilometer. Närmaste större samhälle är Makrakómi, 17,9 km sydost om Rentína. I omgivningarna runt Rentína växer i huvudsak blandskog.